# Asian Women's Sevens Championship 2002
El Asian Women's Sevens Championship (Campeonato Femenino de rugby 7 de Asia) de 2002 fue la tercera edición del torneo femenino de rugby 7 de la confederación asiática.

## Posiciones

### Grupo A
| Equipo        | Encuentros | Encuentros | Encuentros | Encuentros | Tantos  | Tantos    | Tantos     | Puntos |
| Equipo        | jugados    | ganados    | empatados  | perdidos   | a favor | en contra | diferencia | Puntos |
| ------------- | ---------- | ---------- | ---------- | ---------- | ------- | --------- | ---------- | ------ |
| Hong Kong     | 2          | 2          | 0          | 0          | 50      | 7         | +43        | 6      |
| Golfo Pérsico | 2          | 1          | 0          | 1          | 24      | 31        | -7         | 4      |
| Tailandia     | 2          | 0          | 0          | 2          | 12      | 48        | -36        | 2      |

### Grupo B
| Equipo     | Encuentros | Encuentros | Encuentros | Encuentros | Tantos  | Tantos    | Tantos     | Puntos |
| Equipo     | jugados    | ganados    | empatados  | perdidos   | a favor | en contra | diferencia | Puntos |
| ---------- | ---------- | ---------- | ---------- | ---------- | ------- | --------- | ---------- | ------ |
| Kazajistán | 2          | 2          | 0          | 0          | 60      | 0         | +60        | 6      |
| China      | 2          | 1          | 0          | 1          | 10      | 29        | -19        | 4      |
| Japón      | 2          | 0          | 0          | 2          | 5       | 46        | -41        | 2      |

### Definición tercer puesto
| 22 de marzo | China | 5 - 22 | Golfo Pérsico |  |  |

### Final
| 22 de marzo | Kazajistán | 55 - 0 | Hong Kong |  |  |

| Bandera de Kazajistán |
| Campeón Kazajistán    |
| Tercer título         |